# Carolina Escobar Sarti
Carolina Escobar Sarti (Guatemala, 11 de diciembre de 1960) es una escritora, catedrática universitaria e investigadora social guatemalteca. Recibió la Medalla Olof Palme en 2019 por su labor en defensa de niñas y adolescentes en riesgo de exclusión social, víctimas de violencia sexual y trata de personas al frente de la sección guatemalteca de la asociación La Alianza, de la que fue fundadora. Ha publicado varios ensayos, libros de poesía, cuentos, obras de investigación social y cientos de artículos de prensa. Figura entre las 100 mujeres más relevantes de Latinoamérica de 2019 y de Centroamérica en 2020 y 2021, según la revista Forbes.

## Trayectoria
Escobar Sarti se graduó como licenciada en Letras en la Universidad del Valle de Guatemala, cuenta con una especialización en Población y Desarrollo en la Facultad Latinoamericana de Ciencias Sociales (FLACSO) y obtuvo una maestría en Literatura hispanoamericana en la Universidad Rafael Landívar y es, además, doctora en Sociología y Ciencias Políticas de la Universidad de Salamanca.
Ha ejercido la cátedra en dos universidades guatemaltecas: Universidad del Valle, Universidad Rafael Landívar y como invitada en la Universidad de San Carlos de Guatemala. También ha sido invitada a impartir conferencias en Universidades de Centroamérica, Estados Unidos y Europa.  
En su carrera literaria ha publicado diez libros de poesía y ha sido invitada a leer su obra en más de una docena de países de América y Europa. Ha participado en varios congresos, encuentros y seminarios de literatura a nivel nacional e internacional. También ha sido jurado en varios certámenes literarios.
Su trabajo como profesional incluye varios años dedicados a la docencia, a proyectos de desarrollo, a la comunicación, la cultura y la investigación social en Guatemala y la región centroamericana. Ha sido profesora universitaria, columnista de prensa y consultora de proyectos. Además, fue fundadora de la rama guatemalteca de La Alianza y Directora Nacional de la misma, una institución de larga tradición en el cuidado, la protección y la garantía de los derechos humanos de la niñez y adolescencia, especialmente de las niñas y adolescentes víctimas de trata y violencia sexual. En esta labor ha colaborado con entidades internacionales como Naciones Unidas-Guatemala.
Como escritora, ha representado a Guatemala en Festivales de Poesía como los de Granada (Nicaragua), Puerto Rico, y Medellín (Colombia); también en Encuentros de poetas y escritores y escritoras en Hungría, Centroamérica y Argentina, en la Feria del Libro de Barcelona 2004, en la de El Salvador 2009 y en la de México 2009. Por su trabajo contra la violencia sexual y la trata de niñas y adolescentes ha sido invitada a hablar del tema en diversos espacios nacionales e internacionales y ha participado como representante de la sociedad civil guatemalteca en la Asamblea de Naciones Unidas en Nueva York. 
Es cofundadora del grupo Colectiva de Mujeres en las Artes, con quienes ha participado en recitales de poesía, publicaciones y seminarios. Asimismo, participa y apoya proyectos de comunicación alternativa como la Agencia Ocote. Ha escrito cientos de artículos de opinión en medios locales, principalmente en el matutino Prensa Libre, así como en revistas y periódicos internacionales.
Ha pertenecido y/o pertenece a numerosas instancias ciudadanas y profesionales en calidad de membresía como el Comité Internacional 17 de octubre Cuarto Mundo, París; el Consejo Asesor Agencia de Comunicación Ocote; el Consejo Editorial del periódico Plaza Pública o el Consejo de Administración del Aporte para la Descentralización Cultural, ADESCA, entre otras.

## Galardones

### Reconocimientos internacionales
- En los años 2019, 2020 y 2021, la Revista Forbes la nombró entre las 100 mujeres más poderosas de Centroamérica y Latinoamérica.[16][17]
- En noviembre del año 2019, recibió de la Fundación Internacional Olof Palme, en Barcelona, la Medalla Olof Palme.[5][4]
- En 2016 la Feria del Libro de Lawrence, Massachusetts, en Estados Unidos, le fue dedicada como representante de la literatura guatemalteca.
- Premio Unicef a la Comunicación en el año 2000 por mejor artículo en prensa escrita.[18][19]

### Reconocimientos nacionales
- Primer lugar en el III Certamen Nacional de Poesía Musicalizada del programa radial Voces de Mujeres 1996 por el poema Perdones Viejos.
- La Feria Municipal del Libro de 2007 llevó su nombre.[20]
- Embajadora de la Paz por el gobierno de su país en 2011.[8]
- El Festival Internacional de Poesía de Quetzaltenango en 2013 fue dedicado a su figura.[21]
- Medalla de la Orden Vicenta la Parra de la Cerda en 2014, por su reconocida trayectoria en la vida nacional.[8]

## Algunas publicaciones

### Literarias
- La penúltima luz (Ediciones El Pensativo, 1999)
- Palabras sonámbulas (Editorial CES, 2001)
- Rasgar el silencio (Editorial Palo de Hormigo, 2003)
- No somos poetas (F&G Editores, 2006)
- Patria mi cuerpo: historia de una mujer desnuda (F&G  Editores, 2009)
- Te devuelvo las llaves (F&G  Editores, 2010)
- Exiliarse del corazón: cartografía de amor y resistencia (Editorial Cultura, 2012)
- Nada pesa (F&G Editores, 2017)
- Diarios de saliva y encierro (F&G Editores, 2021)

### Antologías
- Antología de la poesía guatemalteca del siglo XX. Colección Guatemala 2. Compilador Enrique Noriega. (Editorial Cultura, 2015).
- Reinventar esta vida. Colectiva de Mujeres en las Artes y ODHA. (2014)
- Transitando entre la subjetividad poética y la comunicación. Antología de poetas guatemaltecas. Compiladora Rossana Estrada. (USAC, 2009)
- Antología de poesía erótica escrita por mujeres en lengua castellana. Al filo del gozo, de Marisa y Socorro Trejo Sirvent (Editorial Viento al hombro, Guadalajara, 2008)
- Las palabras pueden: los escritores y la infancia (UNICEF-PMA, 2007)
- La herida en el sol-Poesía contemporánea centroamericana (1957 - 2007), (Universidad Nacional Autónoma de México 2007)
- Mujer, cuerpo y palabra, de Myron Alberto Ávila (Editorial Torremozas. Madrid 2004)
- Trilogía poética de las mujeres en hispanoamérica, Rebeldes. Compiladora Leticia Luna. (Universidad Autónoma México. 2004)
- Mujer, desnudez y palabras. Compiladora Luz Méndez de la Vega. (Artemis Edinter. Guatemala,2002)
- Río. Semanario de Cultura y Arte. (México, junio de 2002)
- Voces de Posguerra. Compiladores Rossana Estrada y Romeo Moguel (Fundación Guatemalteca para el Desarrollo del Arte. Guatemala, 2001)
- Messengers of the Rain/ Mensajeros de la Lluvia . Antología de poesía latinoamericana. Groundwood Books. Estados Unidos, 2001)[15]

### Ensayos
- Los pequeños pasos en un camino minado: Migración, niñez y juventud en Centroamérica y el sur de México (2008).[22]

### Columnas
- Prensa Libre
- Plaza Pública[11]

### Coautoría
- Reinventar esta vida (2013).[8]
- Espejismo o realidad: historias más allá del solvente y la basura (2014).[23]